# Đặc khu Columbia và Maryland kiện Trump
Đặc khu Washington và Maryland kiện Trump (tiếng Anh: D.C. and Maryland v. Trump) là một vụ kiện được đệ trình vào ngày 12 tháng 6 năm 2017 tại Tòa án quận Hoa Kỳ quận Maryland. Nguyên đơn là tiểu bang Maryland và Đặc khu Columbia (Washington, D.C.) cho rằng bị đơn tổng thống Hoa Kỳ Donald Trump vi phạm Điều khoản Tước hiệu Quý tộc của Hiếp pháp Hoa Kỳ qua việc nhận quà từ chính phủ nước ngoài. Vụ kiện được Tổng chưởng lý Đặc khu Columbia Karl Racine và Tổng chưởng lý Maryland Brian Frosh đệ trình.
Vụ kiện cáo buộc rằng tổng thống Hoa Kỳ Donald Trump đã phạm phải "những vi phạm hiến pháp Hoa Kỳ chưa từng có" vì không tách bạch lợi ích kinh doanh ra khỏi những trách nhiệm tổng thống. Hai tổng chưởng lý đã chỉ ra ảnh hưởng của Khách sạn Quốc tế Trump đến hoạt động kinh doanh ở khu vực Washington D.C như một lý do để đệ trình đơn kiện. Vụ kiện nhằm yêu cầu một phán quyết để ngăn chặn Donald Trump vi phạm Điều khoản Tước hiệu Quý tộc của Hiếp pháp Hoa Kỳ. Hai tổng chưởng lý nói rằng họ sẽ tìm cách kê khai thuế của Donald Trump như một phần trong vụ kiện.
Một hội đồng gồm ba thẩm phán của Toà án phúc thẩm khu vực bốn Hoa Kỳ đã bác bỏ vụ kiện vào tháng 7 năm 2019, phán quyết rằng hai tổng chưởng lý thiếu vị thế tranh chấp pháp lý khởi kiện. Cả ba thẩm phán đều được các tổng thống Hoa Kỳ thuộc đảng Cộng hòa bổ nhiệm. Những luận cứ pháp lý mới trong một phiên điều trần phúc thẩm được chấp thuận vào ngày 12 tháng 12 năm 2019.

## Bối cảnh
Tiểu bang Maryland đệ đơn kiện ngay sau khi vụ kiện CREW v. Trump được Công dân vì trách nhiệm và đạo đức ở Washington (CREW) đệ trình lên Tòa án quận Hoa Kỳ quận phía Nam New York vào tháng 1 năm 2017, đơn kiện cũng cho rằng Donald Trump đã vi phạm Điều khoản Tước hiệu Quý tộc. Vụ kiện của Washington, D.C. và Maryland là lần đầu tiên một thực thể chính quyền đệ trình đơn kiện một tổng thống Hoa Kỳ vi phạm điều khoản này.
Hồi đáp trước vụ kiện vào ngày đệ trình, thư ký báo chí Nhà Trắng Sean Spicer phát biểu rằng tổng thống Hoa Kỳ không vi phạm tố tụng thù lao và sẽ "chuyển sang bác bỏ vụ kiện này", Sean Spicer miêu tả đặc trưng vụ kiện là "chính trị đảng phái". Sean Spicer lưu ý rằng cả hai tổng chưởng lý đệ trình đơn kiện đều thuộc đảng Dân chủ. Người phát ngôn Uỷ ban Quốc gia Cộng hòa Lindsay Jancek phát biểu rằng Tổng thống Trump tuân thủ luật pháp và gọi đó là vụ kiện "vô lý".
Mặc dù đơn kiện được tống đạt trát tòa tới tổng thống Hoa Kỳ Donald Trump vào ngày 27 tháng 6 năm 2017, các bên đã đồng ý gia hạn thời gian hồi đáp để phía bị đơn Donald Trump xây dựng hồ sơ tài liệu và dành một kỳ nghỉ phép đã xếp lịch trước đó cho một luật sư đại diện Bộ Tư pháp Hoa Kỳ, do đó hồi đáp chính thức đầu tiên không được yêu cầu cho tới ngày 29 tháng 9 năm 2017. Ngày 28 tháng 11 năm 2017, nguyên đơn được phép đưa ra trát hầu tòa các tài liệu đến phía The Trump Organization, yêu cầu The Trump Organization phải lưu giữ lại tất cả hồ sơ tài liệu liên quan tới vụ kiện.
Ngày 25 tháng 7 năm 2018, thẩm phán quận liên bang Peter Jo Messitte đồng ý tiến hành xét xử vụ kiện, từ chối nỗ lực yêu cầu bác bỏ vụ kiện của Bộ Tư pháp Hoa Kỳ. Trước đó, Bộ Tư pháp Hoa Kỳ đã lập luận rằng Điều khoản Tước hiệu Quý tộc không liên quan đến hoạt động kinh doanh của Donald Trump. Ngày 2 tháng 11 cùng năm, thẩm phán Peter Jo Messitte áp lệnh bắt đầu tiến trình thu thập chứng cứ cho các bên trong vòng 20 ngày. Ngày 3 tháng 12 năm 2018, tiểu bang Maryland và đặc khu Columbia đã gửi trát hầu tòa yêu cầu các hồ sơ tài chính liên quan đến Khách sạn Quốc tế Trump của Donald Trump. Toà án phúc thẩm khu vực bốn Hoa Kỳ ban hành một lệnh tạm dừng thủ tục tố tụng nhiều ngày sau đó theo chỉ thị từ Bộ Tư pháp Hoa Kỳ, chờ phiên xử điều trần vào tháng 3 năm 2019. Điều này đã ngăn chặn tiểu bang Maryland và đặc khu Columbia đưa ra trát hầu tòa yêu cầu các hồ sơ tài liệu cho đến khi Toà án phúc thẩm khu vực bốn Hoa Kỳ quyết định nếu vụ kiện được tiến hành xét xử. Tháng 12 năm 2018, các công tố viên tiểu bang Maryland và Washington, D.C. đã đưa ra trát hầu tòa yêu cầu các tài liệu hồ sơ tài chính tới các khu nghỉ dưỡng golf của The Trump Organization tại Scotland.
Một hội đồng gồm ba thẩm phán của Toà án phúc thẩm khu vực bốn Hoa Kỳ trong một phiên xét xử ngày 19 tháng 3 năm 2019 đã rất hoài nghi về cơ sở pháp lý vụ kiện, tiến hành bác bỏ vụ kiện vào ngày 10 tháng 7 năm 2019. Các luận cứ để kháng cáo phán quyết vụ kiện được tổ chức trước một hội đồng tố tụng toàn thẩm vào ngày 12 tháng 12 năm 2019. Một vụ kiện tính chất tương tự tại một khu tư pháp khác là CREW v. Trump đã được tiến hành xét xử lại vào tháng 9 năm 2019 trước một hội đồng phúc thẩm Tòa án phúc thẩm khu vực hai Hoa Kỳ sau khi bác bỏ phán quyết tháng 7 của Tòa án quận Hoa Kỳ quận phía Nam New York.